# Mamburao

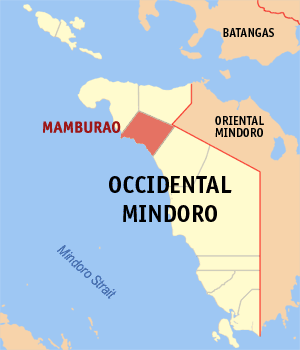
Mamburaos läge i Occidental Mindoro

Mamburao är en ort i Filippinerna som är administrativ huvudort för provinsen Occidental Mindoro, belägen i regionen MIMAROPA.
Mamburao räknas officiellt inte som stad utan är en kommun. Kommunen är indelad i 15 smådistrikt, barangayer, varav 6 är klassificerade som landsbygdsdistrikt och 9 som tätortsdistrikt. Hela kommunen har 30 378 invånare (folkräkning 1 maj 2000), varav ungefär hälften bor i centralorten.